# Balle glissante
La balle glissante (en anglais « slider ») est un type de lancer au baseball. Il s'agit d'une balle à effet utilisée par de nombreux lanceurs. Il s'agit d'un lancer à mouvement essentiellement horizontal.

## Description

### Prise de balle

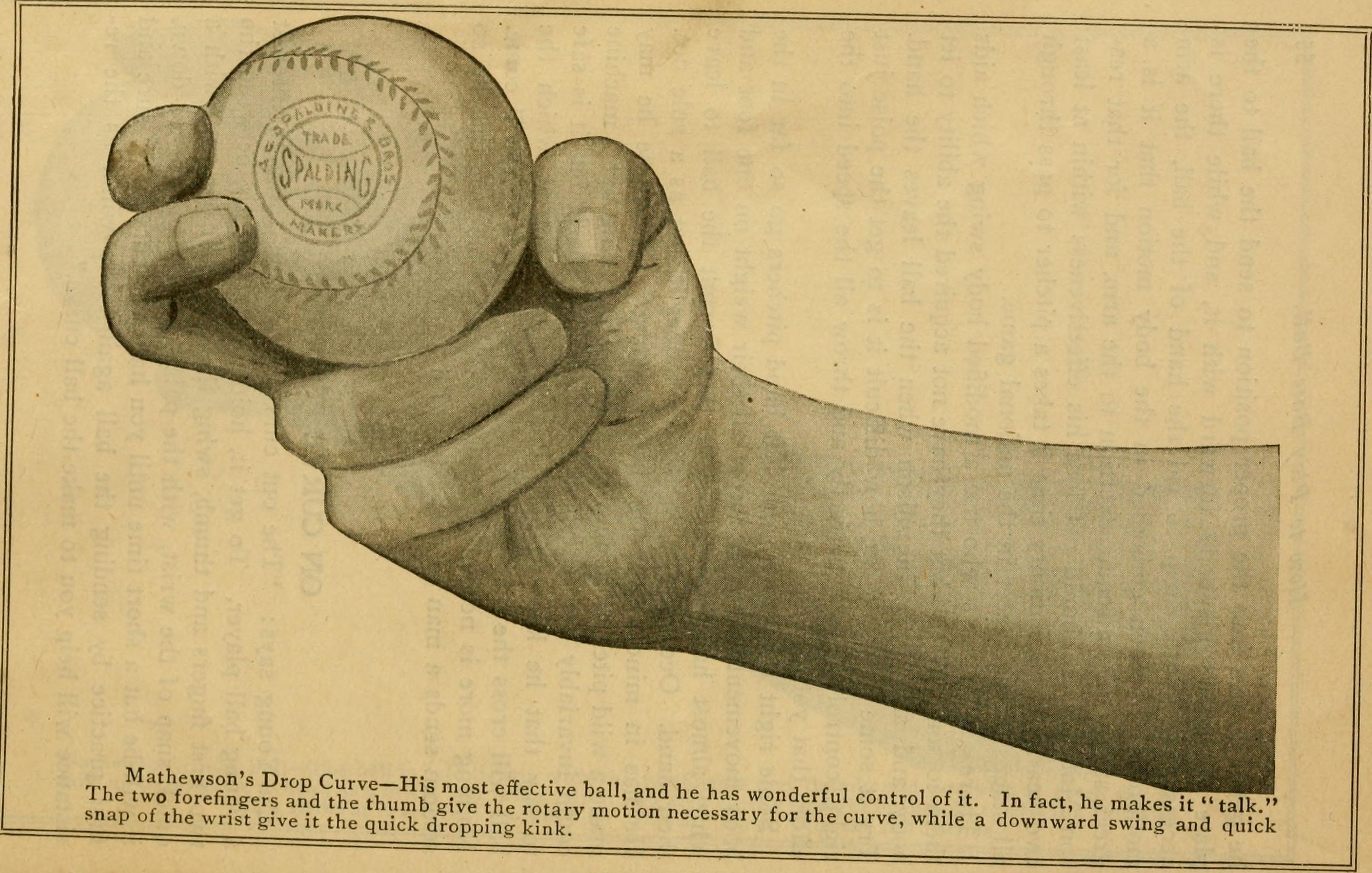
Exemple de prise de balle glissante

La prise d'une balle glissante est très variable d'un lanceur à un autre. C'est un lancer qui se tient en général à trois doigts, avec l'index aligné avec le pouce, l'ensemble étant légèrement décalé sur un des côtés de la balle, comparé à une prise "équilibrée" de balle rapide (en général, sur la moitié droite de la balle pour les droitiers). Le lâcher de balle s'accompagne d'une supination légère du poignet, donnant sa trajectoire à la balle.

### Trajectoire
La plupart des balles glissantes présentent un mouvement continu tout au long du trajet de la balle. Ce mouvement va à l'opposé du bras du lanceur (vers la gauche du lanceur pour les droitiers). La balle glissante aura donc tendance à fuir les batteurs de même latéralité que le lanceur. Selon les lanceurs, et selon la vitesse du lancer, la balle glissante présente un changement de trajectoire plus ou moins abrupt, et un mouvement vers le bas variable. 

## Utilisation
Comme pour de nombreux lancers à effets, plus particulièrement ceux avec un mouvement horizontal, la balle glissante est utilisée essentiellement de deux façons : 
- Inciter le batteur à frapper une balle qui semble se diriger vers la zone des prises, afin d'obtenir une prise en minimisant les risques que le batteur ne frappe.

- Tromper le batteur avec une balle qui semble au dehors de la zone des prises, puis qui revient dans celle-ci pour une prise appelée par l'arbitre.

La vitesse de la balle glissante (le plus souvent intermédiaire entre une balle coupante plus rapide, et une balle courbe plus lente) permet également de déstabiliser le batteur.

## Impact sur la santé
Les blessures du bras lanceurs, particulièrement chez les jeunes joueurs, sont devenues un problème majeur de la pratique du baseball. Dans ce contexte, l'utilisation de balles à effets par les lanceurs a été évalué comme un risque supplémentaire de blessure. Des études plus récentes indiquent que, contrairement à l'idée reçue, l'utilisation de balles à effet ne serait pas la cause des blessures, mais que celles-ci seraient plus fréquentes chez les lanceurs utilisant beaucoup de balles rapides (plus de 48 % de balles rapides).